# Restrepia nittiorhyncha
Restrepia nittiorhyncha (Lindl.) Garay (1967 es una especie de orquídeas de la familia de las Orchidaceae.

## Hábitat
La planta se encuentra en el bosque nublado de Venezuela y Colombia en elevaciones de 1200 a 2900 m s. n. m.

## Descripción
Es una planta diminuta de tamaño, que prefiere el clima fresco a frío y es epífita con ramicauls delgados y erectos ramicauls envueltos en unas 5 a 6 imbricadas y acuminadas vainas infladas con una sola hoja apical, elíptica, que está en el vértice del ramicaul y florece en la primavera y el otoño en una inflorescencia de 5 cm de largo, ventral, de la que florece sucesivamente una única flor justo por encima de la hoja.

## Nombre común
- Español:
- Inglés:

## Sinonimia
- Humboldtia nittiorhyncha (Lindl.) Kuntze 1891;
- Pleurothallis nittiorhyncha Lindl. 1859;
- Restrepia schlimii Rchb.f 1876[2]